# Turgesius

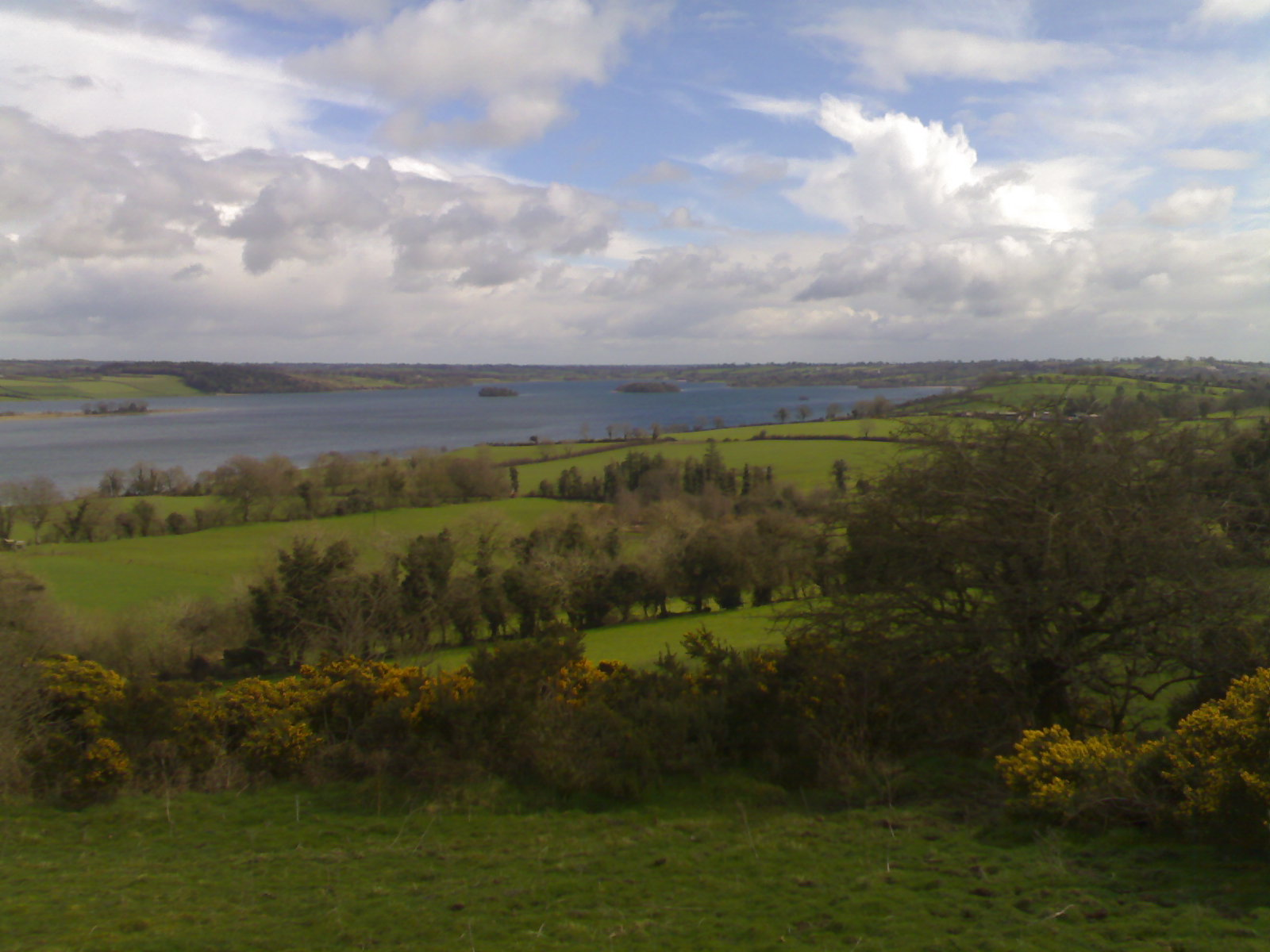
Vue du Lough Lene sur laquelle on distingue certaines des Castle isles.

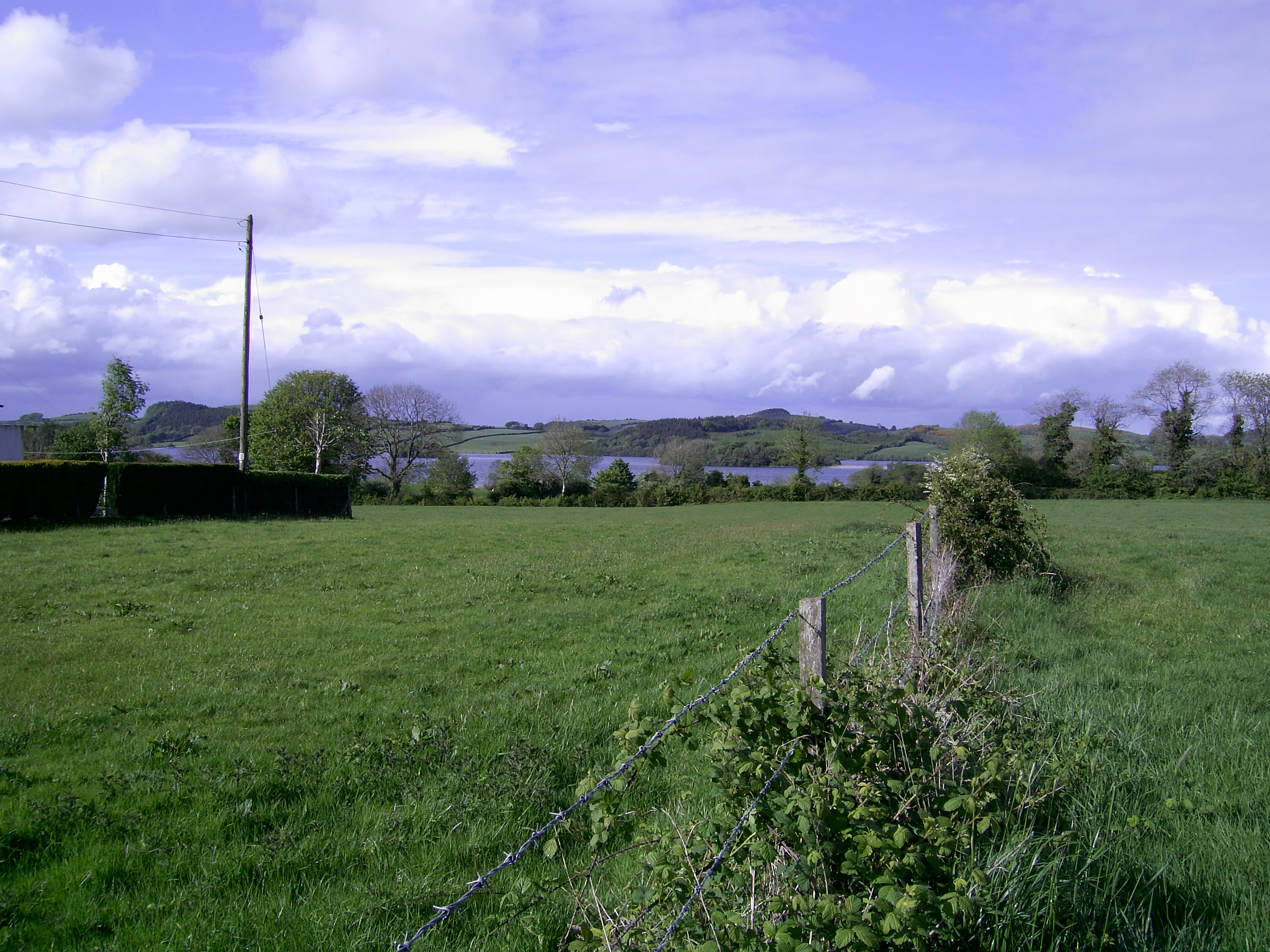
Vue sud de l'Ile Turgesius Lough Lene.

Thorgils (en latin : Turgesius) est un Viking, connu pour avoir pris par la force la communauté rurale de Dublin, serait parvenu une première fois en Irlande en 820.

## Contexte
En 837, il y revient, accompagné cette fois d'une flotte de 120 navires. Soixante d'entre eux remontent la rivière Boyne, les soixante autres la rivière Liffey. Selon les annales de l'époque, cette formidable force militaire se rassemble sous son autorité. Il est inconnu dans son propre pays, et tous les récits relatifs à ses conquêtes se trouvent en Irlande et dans les îles britanniques. À leur arrivée à Dublin, ses hommes s'emparent de cette communauté de pêcheurs et agriculteurs et érigent un solide fort selon les méthodes de construction scandinaves, sur la colline où se trouve l'actuel château de Dublin. Depuis sa place forte, Turgesius lance de nouvelles conquêtes dans le Leinster, le Munster, et le Pays de Galles.
Par la suite, il installe des centres d'opérations à l'intérieur des terres, construisant l'un de ses principaux forts sur les rives du Lough Ree pour étendre son emprise sur la rivière Shannon, au nord d'Athlone. Un autre site majeur est celui de Lyndwachill, sur le Lough Neagh ; d'autres forts s'éparpillent vers le sud-ouest du Lough Lene. Turgesius construira enfin un imposant fort sur la principale île de ce même lac, dominant les terres du Leinster.
En l'année 843, le roi irlandais Niall Caille mac Áeda entreprend de défendre comme il peut sa province ancestrale, l'Ulster, contre les incessants raids vikings. Il finira par vaincre l'armée de Turgesius, et ce dernier après avoir pillé le Connacht, le Mide, Clonmacnoise et plusieurs autres abbayes en 845 sera capturé puis exécuté la même année, par le roi « Melaghlin » par noyade dans le Lough Owel, près de Mullingar.